# 羽叶藤芋属
羽叶藤芋属（学名：Alloschemone）是天南星科的一个属，是种常绿根攀援植物，原产于玻利维亚和巴西的亚马孙地区。该属只有两种，而且都极为稀有。这两个物种是羽叶藤芋和内格罗羽叶藤芋。羽叶藤芋属在历史上曾被一度被归入藤芋属中，但在对该植物进行进一步观察后，它又被恢复了。

## 下属物种
1. 内格罗羽叶藤芋 Alloschemone inopinata Bogner & P.C.Boyce - 巴西西部的亚马孙州
2. 羽叶藤芋 Alloschemone occidentalis (Poepp.) Engl. & K.Krause - 巴西和玻利维亚